# Окунево (озеро, Карелия)
Окунево — пресноводное озеро на территории Кестеньгского сельского поселения Лоухского района Республики Карелии.

## Общие сведения
Площадь озера — 1,6 км², площадь водосборного бассейна — 10,9 км². Располагается на высоте 131,8 м над уровнем моря.
Форма озера лопастная, продолговатая: оно почти на четыре километра вытянуто с запада на восток. Берега каменисто-песчаные, местами заболоченные.
Из восточного залива озера вытекает безымянная протока, впадающая в Окуневу губу Елетьозера, из которого берёт начало река Елеть. Елеть впадает в озеро Новое, через которое протекает река Кереть, которая, в свою очередь, впадает в Белое море.
С юга к озеру подходит лесная дорога.
Код объекта в государственном водном реестре — 02020000711102000002439.